# Clasificación térmica de habitabilidad planetaria
La clasificación térmica de habitabilidad planetaria es un catálogo desarrollado por el Laboratorio de Habitabilidad Planetaria (en inglés, PHL o «Planetary Habitability Laboratory») de la Universidad de Puerto Rico en Arecibo. Se emplea sobre los cuerpos planetarios con posibilidades de albergar vida, a los que se ordena en función de su temperatura superficial media, estimada sobre la base de la distancia respecto a su estrella (o semieje mayor) y a la luminosidad de la misma. Es el método más simple para estudiar el potencial de habitabilidad de un cuerpo planetario a expensas de conocer su masa, radio, composición atmosférica y temperatura real (procedente de observaciones directas).

## Clasificación
| Clase         | Hipopsicroplanetas (hP)   | Psicroplanetas (P)                       | Mesoplanetas (M)                        | Termoplanetas (T)*                                       | Hipertermoplanetas (hT)*                         |
| Rango térmico | <-50 °C                   | -50 °C a 0 °C                            | 0 °C a 50 °C                            | 50 °C a 100 °C                                           | >100 °C                                          |
| Ejemplos      | - Kepler-186f - KOI-4427b | - Kepler-442b - Kepler-62f - Kepler-174d | - La Tierra - Kepler-438b - Kepler-296e | - Kepler-395c (NH) - Gliese 682 b (NH) - Kepler-52d (NH) | - Venus (NH) - Kepler-49e (NH) - Kepler-55b (NH) |

*No hay hallazgos confirmados de (T) y (hT). Los ejemplos son exoplanetas «no habitables» (NH) con temperaturas propias de esta clase de cuerpos planetarios.

### Hipopsicroplanetas (hP)

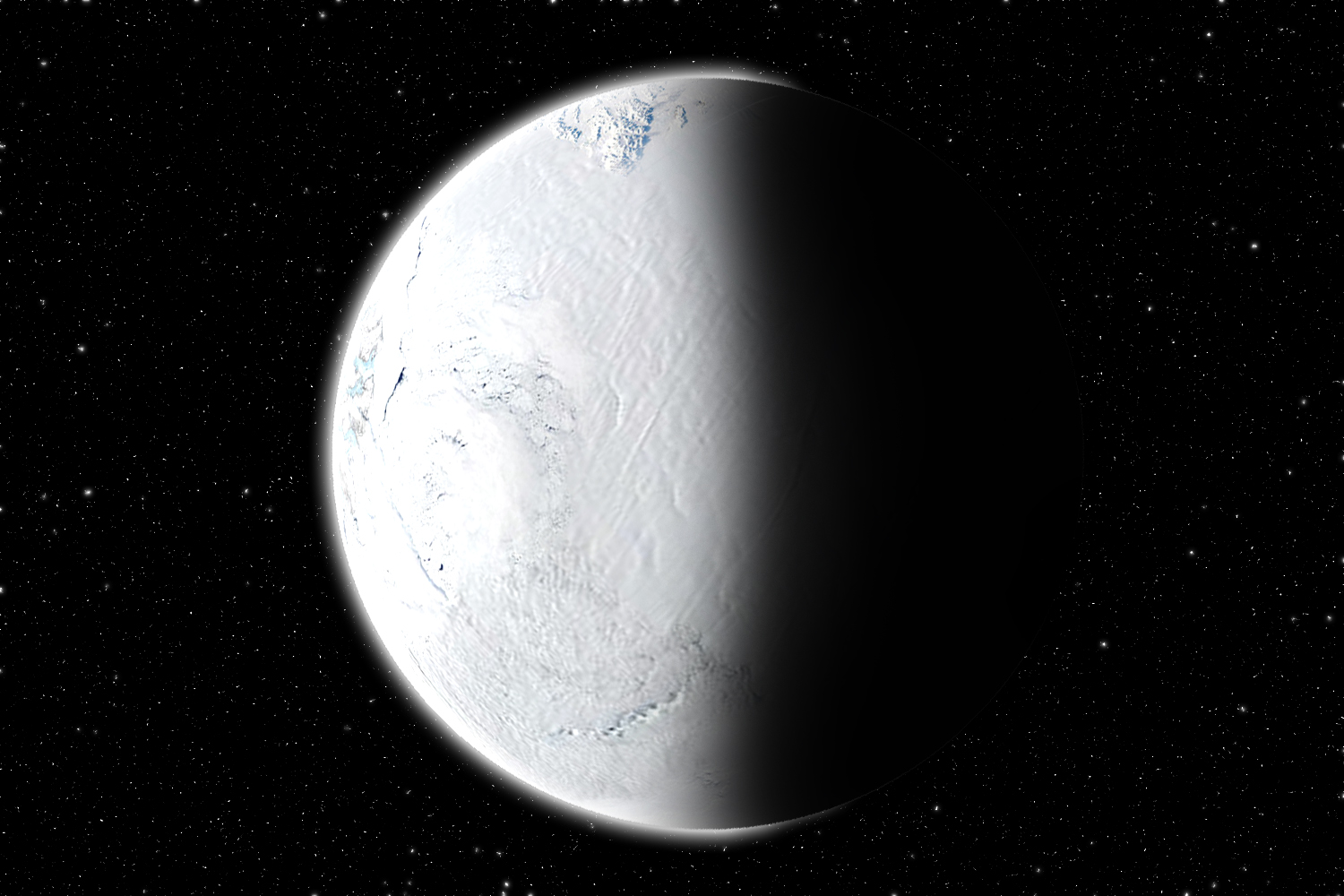
Impresión artística de un hipopsicroplaneta.

Los hipopsicroplanetas cuentan con temperaturas medias superficiales inferiores a los -50 °C. Todos los planetas del sistema solar más allá de la Tierra tienen temperaturas propias de este tipo, también comunes entre los exoplanetas descubiertos hasta la fecha como consecuencia de su amplitud (desde el cero absoluto hasta los -50 °C). Sin embargo, solo dos de ellos han sido catalogados como hipopsicroplanetas, debido a la hostilidad de estas temperaturas para la vida tal y como la conocemos.
Dado que el índice de similitud con la Tierra (IST) prioriza la temperatura superficial sobre otras propiedades presentes en la ecuación, este baremo (que indica el grado de parentesco entre un planeta y la Tierra en una escala de 0 a 1) suele registrar valores bajos para los hipopsicroplanetas. Otro de los indicadores elaborados por el PHL, el HZD (del inglés «Habitable Zone Distance»), que muestra la distancia de un planeta respecto al centro de la zona habitable del sistema (en una escala de -1 a +1, donde el 0 representa el centro de la zona de habitabilidad, los valores negativos mayor proximidad a la estrella y los positivos mayor separación entre ambos), presenta valores por encima de 0,5 para todos los hipopsicroplanetas conocidos en comparación con los -0,5 de la Tierra.
El potencial de los hipopsicroplanetas para albergar vida es muy bajo, y se limita a la posibilidad de existencia de vida microbiana en océanos de agua líquida bajo las capas de hielo superficiales.

### Psicroplanetas (P)

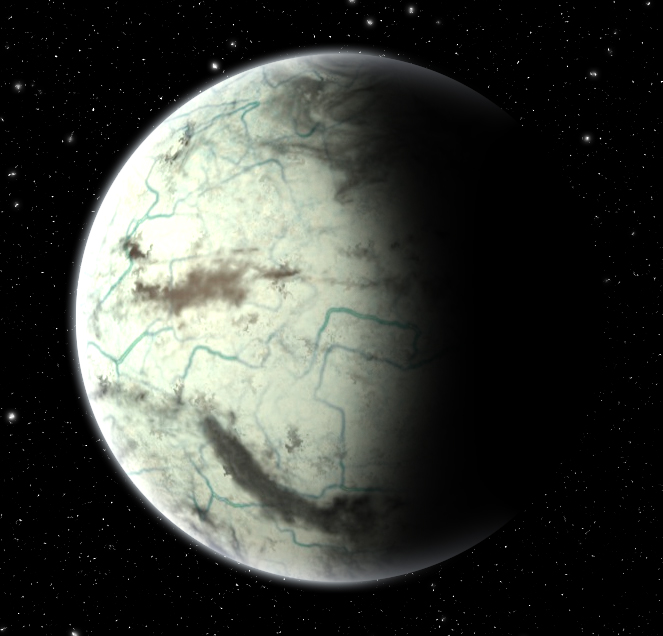
Impresión artística de Kapteyn b.

Los psicroplanetas tienen temperaturas medias superficiales comprendidas entre los -50 °C y los 0 °C. A pesar de su rango limitado de temperaturas, representan el tipo más apto para la vida tras los mesoplanetas, razón por la que es el segundo tipo más común entre los planetas confirmados por la NASA, con 10 hallazgos hasta la fecha. En el Sistema Solar no hay ningún psicroplaneta, ya que la Tierra es un mesoplaneta y Marte, el siguiente en distancia respecto al Sol, sería un hipopsicroplaneta si se demuestra la existencia de algún tipo de vida.
Generalmente, los psicroplanetas se sitúan en la zona de habitabilidad de sus sistemas, en regiones ubicadas entre el confín externo de la misma hasta más allá del centro, adentrándose en la zona interna (especialmente, si orbitan a estrellas poco masivas de tipo M o K-tardío). Kepler-442b, un psicroplaneta con una temperatura media superficial estimada en -2,65 °C (casi mesoplaneta), posee un HZD de -0,34.
Junto a los mesoplanetas, representan el tipo térmico con más probabilidades de albergar algún tipo de vida. Es posible que un gran número de ellos registren temperaturas superiores a las previstas, que puedan convertirlos en mesoplanetas (especialmente si son cuerpos telúricos ligeramente más masivos que la Tierra). Su IST puede variar sustancialmente en función de las características del planeta, pudiendo alcanzar hasta un 84 % como Kepler-442b.

### Mesoplanetas (M)

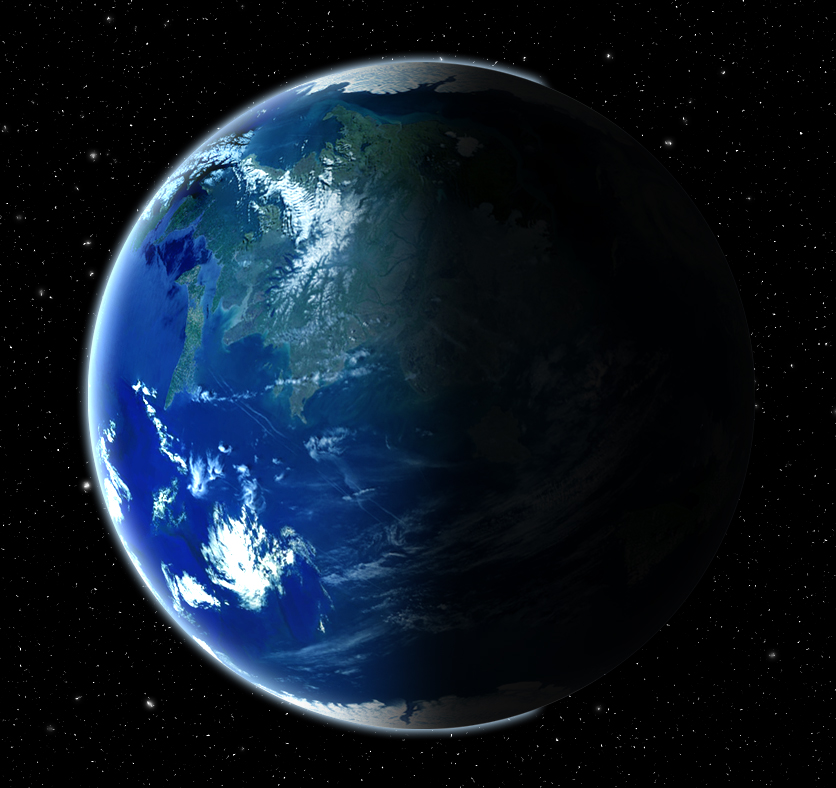
Posible aspecto de un mesoplaneta análogo a la Tierra.

Los mesoplanetas poseen temperaturas medias superficiales de entre 0 °C y 50 °C. Dado que están en el rango térmico más adecuado para la vida tal y como la conocemos, representan el tipo más abundante en el catálogo de planetas confirmados, con 16 miembros hasta la fecha. En el Sistema Solar, el único mesoplaneta existente es la propia Tierra.
Los mesoplanetas se encuentran en la zona habitable, con valores para el HZD comprendidos entre 0 y -0,5 en la mayoría de los casos. Es posible que ciertos rasgos no observables con los métodos de detección actuales, conviertan a algunos psicroplanetas en mesoplanetas (especialmente si son ligeramente más masivos y como consecuencia poseen una atmósfera más densa, o si simplemente tienen una mayor concentración de gases de efecto invernadero).
Durante los últimos años se ha estudiado en profundidad el potencial para la vida de los mesoplanetas y las circunstancias que podrían suponer unas condiciones hostiles aunque los datos disponibles sugieran lo contrario (anclaje por marea, composición atmosférica, etc.). La mayoría de los planetas potencialmente habitables descubiertos hasta la fecha pertenecen a esta categoría y, cuando su masa y radio indica que se trata de un cuerpo telúrico, su IST suele superar el 80 %.

### Termoplanetas (T)

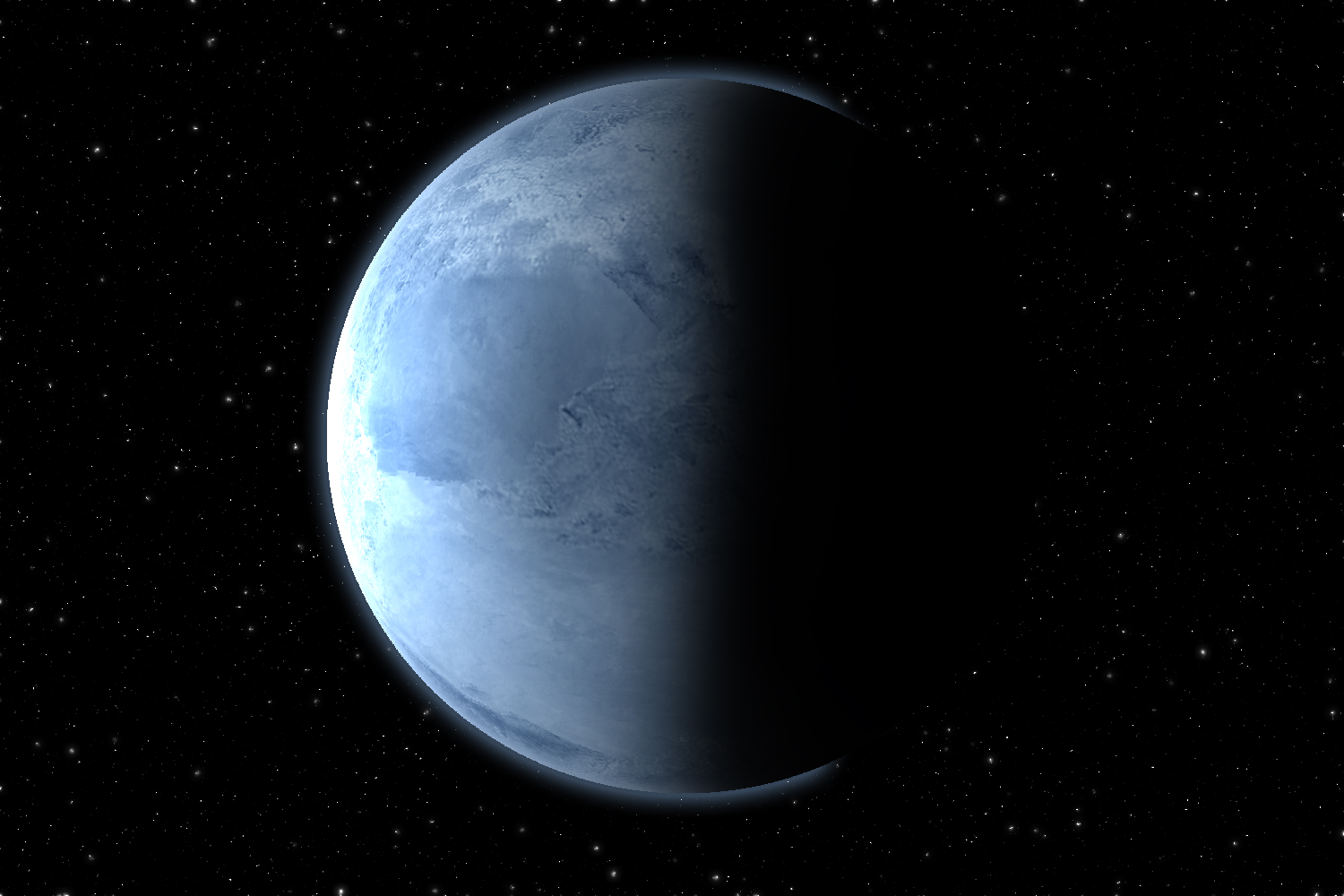
Posible aspecto de un termoplaneta.

La categoría de termoplaneta comprende a aquellos con temperaturas de entre 50 °C y 100 °C. Como consecuencia de la hostilidad para la vida que suponen temperaturas tan altas, no existe ningún exoplaneta confirmado de este tipo, a pesar de que los instrumentos empleados en la actualidad favorecen la detección mediante tránsitos de los planetas frente a sus estrellas y, por tanto, los planetas con órbitas muy cercanas (que tendrían temperaturas superficiales altas) son más fáciles de encontrar. Puesto que la Tierra es un mesoplaneta y el siguiente cuerpo planetario en proximidad al Sol es Venus (que sería un hipertermoplaneta si fuese habitable), no hay ninguno perteneciente a esta tipología en el Sistema Solar.
La ubicación de los termoplanetas debería ser cercana a la zona habitable, y podría incluso traspasar en algunos casos (especialmente si tienen órbitas excéntricas) el confín interno de la misma. Por tanto, su HZD sería próximo o inferior a -1. El reducido tamaño de sus órbitas los expondría en gran medida a los efectos de sus estrellas, pudiendo presentar un efecto invernadero descontrolado por escape hidrodinámico de su hidrógeno y hasta verse anclados por marea a ellas, teniendo un hemisferio diurno y otro nocturno.
Se espera que el potencial para la vida de los termoplanetas sea muy limitado. Los expertos no esperan encontrar organismos en esta clase de cuerpos más allá de extremófilos microscópicos capaces de soportar su hostilidad.

### Hipertermoplanetas (hT)

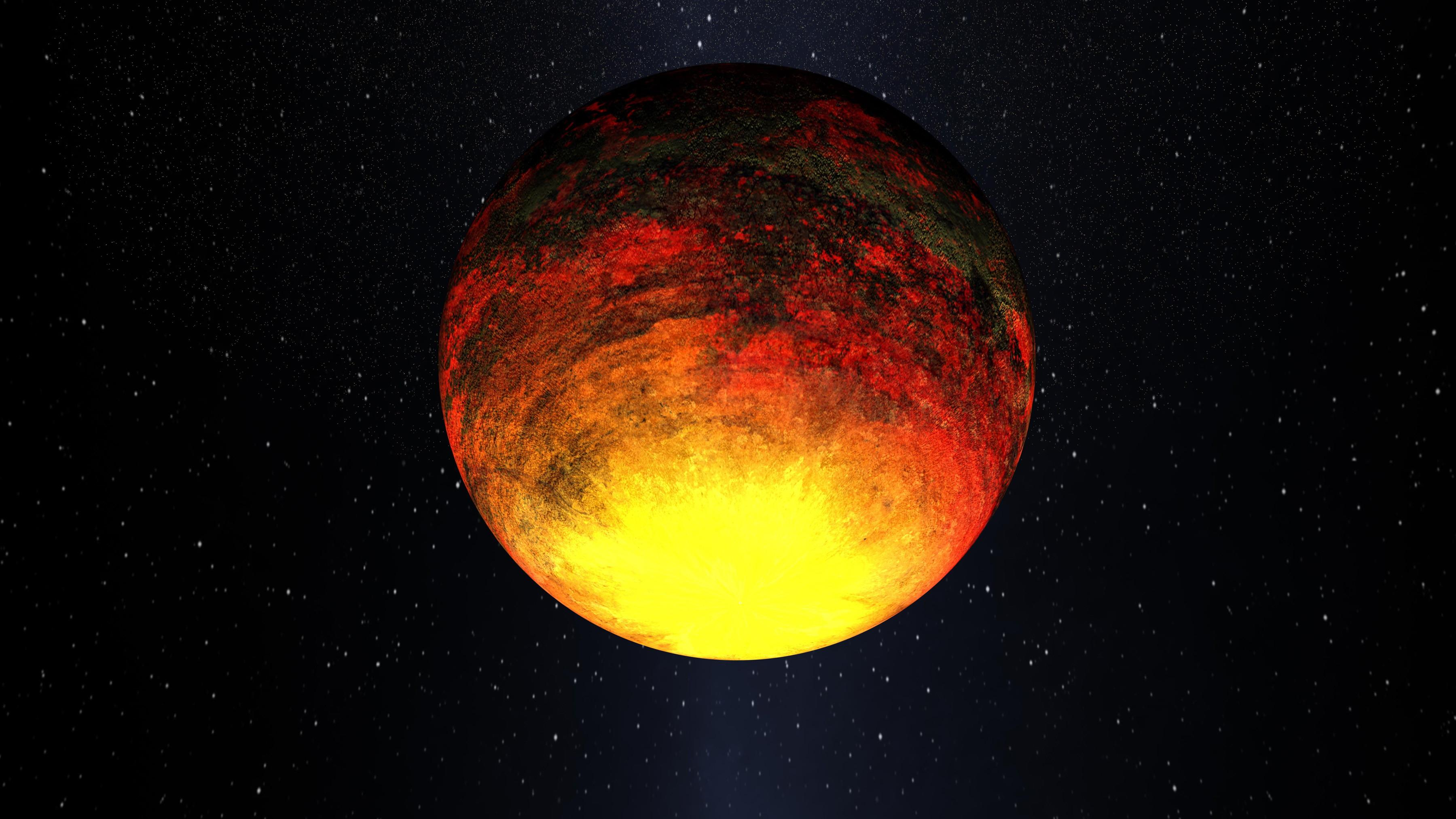
Impresión artística de Kepler-10b.

Los hipertermoplanetas son, con diferencia, el tipo más hostil para la vida de toda la clasificación y como consecuencia no ha sido detectado ninguno hasta la fecha, a pesar de que los cuerpos planetarios con este rango de temperaturas son los más comunes entre los exoplanetas confirmados (casi un 70 % del total). Sus temperaturas medias superficiales superan los 100 °C, así que de haber agua en un hipertermoplaneta, se encontraría en forma de vapor de agua o de fluido supercrítico.
Se espera que el HZD de los hipertermoplanetas sea siempre inferior a -1, exceptuando casos puntuales derivados de un efecto invernadero desbocado. Con frecuencia, estos planetas traspasarían el límite de anclaje por marea, presentando una misma cara a su estrella. En casos extremos, podrían contar con un océano de magma que cubra la práctica totalidad del hemisferio diurno, en cuyo caso probablemente serían catalogados como «no habitables».
El único tipo de vida que podría encontrarse en la superficie de un hipertermoplaneta sería en forma de extremófilos. El IST de este tipo de planetas rara vez superaría el 40 % incluso si su masa y radio son muy semejantes a los terrestres, como consecuencia de su alta temperatura.